# MiFID
MiFID je zkratka anglického názvu The Markets in Financial Instruments Directive – Směrnice o trzích finančních instrumentů. Označuje směrnici 2014/65/EU ze dne 15. května 2014 o trzích finančních nástrojů ve 30 čl.státech Evropského hospodářského prostoru. Směrnice byla přijata k regulaci  investičních služeb a pro ochranu klientů před nevhodnou investicí. Do českého práva byla implementována novelou zákona č. 256/2004 Sb., o podnikání na kapitálovém trhu.
Přehled relevantních směrnic, nařízení (MiFIR) a aktů v přenesené pravomoci vede Česká národní banka.

## Cíle a dopad
Tato směrnice si klade 3 základní cíle:
- Dokončit proces vytváření jednotného evropského trhu investičních služeb
- Reagovat na změny a inovace, které se objevily na kapitálovém trhu
- Ochranu investorů, prostřednictvím vytvoření silnějších, konkurenceschopnějších a robustnějších finančních trhů.

MiFID, který byl představen v roce 1999, je základním kamenem Akčního plánu finančních služeb Evropské komise, jehož 42 opatření zásadně změní fungování finančních služeb v Evropské unii. MiFID je nejvýznamnější částí legislativy zavedené Lamfalussyho procesem.
Tato směrnice aktualizuje a rozšiřuje rozsah a působnost starší směrnice o investičních službách (Investment Services Directive, ISD), rozšiřuje seznam investičních služeb, finančních instrumentů a regulovaných trhů, upřesňuje povinnosti dohledu nad finančním trhem, stanovuje specifické požadavky týkající se provozování finančních služeb a usiluje o konzistentnější uplatňování těchto požadavků v různých zemích Evropské unie.
MiFID rozšiřuje rozsah regulovaných služeb a investičních nástrojů, zahrnuje například finanční deriváty, komoditní deriváty, kreditní deriváty, finanční kontrakty na vyrovnání rozdílů. Nově je zahrnuto i investiční poradenství a provozování vícestranných (alternativních) obchodních systémů (tzv. multilateral trading facilities). Dále stanovuje nově i požadavky na vnitřní kontrolní a řídicí systém zejména v oblasti dodržování zákonných požadavků (compliance), interního auditu, řízení rizik, outsourcingu, informačních systémů a evidence.

## Praktické důsledky
Podle MiFID mají obchodníci s cennými papíry povinnost zavést tzv. Cílový trh. To znamená, že stávajícím i potenciálním investorům nabízejí jen takové investice, které jsou pro ně vhodné z hlediska jejich zkušeností a znalostí. Zkušenosti a znalosti investora banky odhadnou například podle vyhodnocení investičního dotazníku.